# Modelo de controle preditivo
Modelo de Controle Preditivo, ou MCP, é um método avançado de controle de processo que tem sido utilizado na indústrias de processo, tais como fábricas de produtos químicos e refinarias de petróleo desde a década de 1980. Controladores de modelo preditivo confiam em modelos de dinâmica do processo, na maioria das vezes linear modelos empíricos obtidos pelo Sistema de Identificação.